# KYPCK
KYPCK (russe : Курск, ou Kursk en alphabet latin) est un groupe de doom metal finlandais. Formé en 2007 par Saami Lopaka (ex-membre de Sentenced), ils se considèrent comme le « groupe de doom metal-rapide russe de Finlande ».

## Biographie
Le chanteur Erkki Seppänen parle couramment russe et a travaillé pour l'ambassade de Moscou. Leur premier album, Черно (Cherno), est publié le 12 mars 2008. Dans le livret de l'album sont retranscrites les paroles traduites en russe et en anglais. Ils effectuent une longue tournée de Saint-Pétersbourg à Irkoutsk, en Sibérie. Leurs chansons sont jouées par les plus grandes chaines de radio russes.
En janvier 2010, ils finissent d'enregistrer leur deuxième album, qui est finalement publié en 2011. Avant cette sortie, le groupe publie une vidéo intitulée Alleya Stalina en février 2011. En septembre 2011, ils annoncent l'arrivée d'un nouveau batteur, Kai H. M. Hiilesmaa. Le troisième album est, quant à lui, enregistré dès novembre 2013, et publié en 2014. 
En 2015, le groupe est interdit de séjour en Biélorussie. En juillet 2016, le groupe annonce la sortie de son nouvel album, Зеро. En septembre 2016, ils publient la vidéo de la chanson Ya Svoboden, issue deЗеро.

## Membres

### Membres actuels
- Erkki Seppänen - chant (depuis 2007)
- J. T. Ylä-Rautio - basse (depuis 2007)
- Sami S. Lopakka - guitare (depuis 2007)
- Sami Kukkohovi - guitare (en tournée 2008–2011, depuis 2011)
- A.K. Karihtala - batterie (depuis 2011)

### Ancien membre
- Kai H. M. Hiilesmaa - batterie (2007–2011)

## Discographie

### Albums studio
- 2008 : Черно (Cherno ou Chernyĭ)
- 2011 : Ниже (Nizhe)
- 2014 : Имена на стене (Mena Na Stene)
- 2016 : Зеро (Zero)

## Singles
- 2008 : 1917
- 2009 : Stalingrad
- 2011 : Alleya Stalina